# Болквадзе, Эдеми
Эдеми Болквадзе (груз. ედემ ბოლქვაძე, род. 15 июня 1997) — грузинский борец вольного стиля, призёр чемпионата Европы 2023 года. Вице-чемпион Европы среди молодёжи 2019 года.

## Биография
Родился в 1997 году. С 2015 года принимает участие в международных соревнованиях по борьбе. На юниорском чемпионате Европы в 2019 году стал серебряным призёром в категории до 65 кг. 
В Загребе, на чемпионате Европы 2023 года в утешительном финале победил румына Стефана Комана и завоевал бронзовую медаль. 